# Alki Larnaca
Alki Larnaca (în greacă ΑΛΚΗ Λάρνακας, ALKI Larnakas) a fost un club de fotbal din Larnaca, Cipru. Clubul a fost fondat în 1948 și a activat până în 2014, când și-a încetat existența.

## Palmares
- Cupa Ciprului:

Finalistă: 1967, 1970, 1976, 1977, 1980
- Divizia Secundă a Ciprului (4): 1960, 1982, 2001, 2010

## Evoluții în cupele europene
Cupa UEFA:
| Sezon   | Runda | Adversar         | Acasă | Deplasare | Scor general |
| ------- | ----- | ---------------- | ----- | --------- | ------------ |
| 1979–80 | 1     | Dinamo București | 0–9   | 0–3       | 0–12         |

## Antrenori
- Marios Constantinou (21 martie 2010 – 19 Oct 2010)
- Itzhak Shum (21 Oct 2010 – 11 June 2011)
- Radmilo Ivančević (1 Jan 2011 – 30 July 2011)
- Kostas Kaiafas (1 Aug 2011 – 4 Nov 2012)
- Neophytos Larkou (5 Nov 2012 – 9 aprilie 2013)
- Kostas Kaiafas (10 aprilie 2013 – 13 martie 2014)
- Vesko Mihajlović (10 martie 2014– 6 mai 2014)